# Rangjelölő koronák
A rangjelölő korona a címerviselő személy vagy intézmény rangját, társadalmi helyzetét, méltóságát jelölő heraldikai korona, esetleg más fejdísz. Nagyrészük (valamint a papi kalapok és süvegek) csak a címertanban jelenik meg, a valóságban nem használják. Általában stilizált, drágakövekkel és gyöngyökkel díszített abroncsok, rajta nyúlványokkal, melyek a sisakkoronára hasonlítanak és a régi királyi koronára emlékeztetnek, melyet egykor az összes nemes használhatott a címere, illetve a monogramja fölött, ezért nemesi koronának is nevezték.
Névváltozatok: rangkorona, pajzskorona (Bertényi Új m. 113.)
de: Rangkronen, cs: hodnostní koruny, hodnostní čepice a klobouky <r. j. süvegek>

Rövidítések:

## A rangjelölő koronák használata
Közvetlenül a pajzs felső peremére vagy a címerpalást tetejére helyezik. Nem tévesztendők össze a sisakkoronákkal, melyek szintén (általános nemesi) rangot jelölnek. Néha azonban a sisakon is található rangjelölő korona. A címerművészet szabályai szerint azonban a sisakon nem lehet rangkoronát használni és nem is nagyon alkalmas erre, mert a sisakdísz rangkoronán nem nyújt esztétikus képet. Ha tehát a címerben a rangkoronát is meg akarták jeleníteni, azt sisak nélkül használták vagy a pajzs és a sisak közé került, amitől a sisak lebegni kezdett a pajzs fölött és így vétett a heraldika szabályai ellen.
A 17. századtól az angol és a mai belga heraldikában a rangjelölő koronát a főnemesek a pajzs és a sisak közé helyezik. Az olasz heraldikában a rangkoronát a pajzsra és a sisakra is rátették. Ugyanazon rang jelölésére gyakran használtak eltérő koronákat.
Az egyes országokban számos típusa használatos. A magyar heraldikában a nemesek ötágú, a bárók hétágú, a grófok kilencágú rangkoronát használnak, míg a hercegi és a fejedelmi korona bíborral bélelt nyitott vagy zárt pántos {korona, noha ettől a sémától is számos eltérés mutatkozik. Főleg a régebbi, 17-18. századi címereken másféle bárói és grófi koronák is előfordulnak. A függőleges ágak, az ún. fleuronok végén gyöngyök láthatók, de vannak lomb vagy levél alakúra kiképzett ágak is. Az ágak számán csak a rajzon látható ágakat értjük. A valóságban az adott korona ágainak száma kettővel kevesebb, mint az adott koronán ábrázolt ágak számának a kétszerese (y=2x-2, ahol y a térben ténylegesen létező gyöngyök, illetve lombok száma, x pedig a síkban ábrázolt látható gyöngyök, illetve lombok száma).
A magyar királyi koronát csak az uralkodói és az állami címeren lehet használni, bár kivételek itt is vannak. Van ezenkívül a királyi és a császári koronának egy általános heraldikai formája is. A régebbi pontatlan címerleírásokban a nemesi címereknél szereplő "királyi korona" kifejezés valójában a három- vagy ötleveles sisakkoronát jelenti. A császári és királyi házakból származó hercegeknek is gyakran volt külön koronája. Különféle rangjelölő koronák léteznek az európai kommunális heraldikában is. Az újabb időkben a címeregyesítésnél a rangkoronák közül a legmagasabb rangút szokták választani.

## A rangjelölő koronák eredete
Eredetileg az összes nemesi korona egyforma volt. A 14. és 15. században a nemesi címerek rang szerint kezdtek elkülönülni egymástól. A 14. században a főpapok, elsősorban az egyházi fejedelmek sajátos fejfedőket kezdtek viselni. A sisak helyett mitrát kezdtek használni a pajzsukon. A császári és királyi címereken megjelentek a koronázáskor használt uralkodói koronák. Az első világi uralkodók, akik a 15. század közepe óta pajzsuk felső peremén rangkoronát viseltek, a Német-Római császárok, valamint az angol, a francia és a spanyol királyok voltak. A 16. század óta ebből fejlődött ki fokozatosan a rangkoronák rendszere. A főnemesek által használk koronák abroncsa gyöngyokkel díszített aranyozott leveleket tartalmazott, melyek alakját nem határozták meg pontosan, de lehetővé tette a címerviselő személy rangjának a megállapítását. Kevés kivételtől eltekintve ezen koronák csak heraldikai ábrázolásként léteztek, míg a császárok és királyok rangkoronája jobban hasonlított ahhoz, amelyet a koronázáskor használtak. Angliában számos család ma is ún. chapeau-t, a régi feudális szuverenitás jelképét viseli, ami vörös szamat sapka hermelinszegéllyel.
Nyugat-Európában a rangkoronák a 17. századtól terjedtek el a köznemesség körében, majd hamarosan nálunk is megjelentek. Hivatalosan is megállapították a rangkoronák rendszerét, ami a heraldika megmerevedésének a része volt. A rangkoronák kialakulásának idején a gyöngyök száma még nem volt pontosan meghatározva. Így például Károlyi Sándor 1712-es grófi címerén tizenegy gyöngyös grófi korona látható. a hétgyöngyös bárói, a kilencgyöngyös grófi és a zárt hercegi korona a 18. században terjedt el Magyarországon. A köznemesek közül is sokan cserélték le a leveles sisakkoronájukat az ötgyöngyös nemesi koronára.